# Bătrână prăjind ouă
Bătrână prăjind ouă este un tablou de gen al lui Diego Velázquez, realizat în ulei pe pânză în perioada în care s-a aflat în Sevilla. Data nu este cunoscută cu exactitate, dar se crede că aceasta ar fi spre sfârșitul anului 1618 înainte de mutarea sa definitivă la Madrid în 1623. Tabloul se află în Galeria Națională a Scoției din Edinburgh. Velázquez a folosit frecvent personaje din clasa muncitoare în picturi timpurii ca aceasta, în multe cazuri folosindu-și familia ca modele; bătrâna de aici apare și în Hristos în casa Martei și a Mariei (1618). Există o anumită dispută cu privire la modul în care procesul de gătit este descris de fapt, cu unii care sugerează nu prăjirea, ci poșatul, ceea ce duce la un titlu alternativ al tabloului, Bătrână gătind ouă.
Bătrână prăjind ouă este considerată a fi una dintre cele mai puternice dintre lucrările timpurii ale lui Velázquez. Ca și alții, arată influența clarobscurului, cu o sursă puternică de lumină care vine din stânga iluminând femeia, ustensilele și ouăle de braconaj, în timp ce aruncă fundalul și băiatul care stătea în dreapta ei în umbră profundă. Aici clarobscurul este foarte intens, atât de mult încât ar fi imposibil să vezi peretele din partea de jos a tabloului din cauza coșului atârnat de acesta; reușește simultan să combine întunericul și contrastele ridicate de lumină și umbră cu utilizarea de nuanțe subtile și o paletă dominată de ochi și maro. Compoziția este organizată ca un oval cu personajul din mijloc în planul aflat în planul cel mai apropiat, astfel atrăgând privirea admiratorilor.
Realismul este aproape fotografic, fiind expuse farfurii, tacâmuri, tigăi, păstăi, un mojar și un pisălog de bronz, ulcioare și alte ustensile cotidiene, captând strălucirea specială pe o suprafață de sticlă și jocul luminii pe pepenele cărat de băiat. Tigaia este deosebit de bine surprinsă, cu reflecțiile sale și albușul ouălor. Velázquez a lucrat deosebit de mult la detaliile mâinilor celor două personaje.